# Пентема
Пентема је насеље у Италији у округу Ђенова, региону Лигурија.
Према процени из 2011. у насељу је живело 23 становника. Насеље се налази на надморској висини од 812 м.